# Laguna Mirim
Laguna Mirim (portugalski Lagoa Mirim) ili Merín je velika estuarijska laguna koja se proteže obalama Atlantskog oceana od sjevera brazilske savezne države Rio Grande do Sul do istočnih dijelova Urugvaja. Na nekim je dijelovima od oceana razdvojena pješčanim prevlakama.
Laguna je dugačka 174, a široka 35 kilometara. Prostire se na površini od 62.520 km². Nepravilnijeg je oblika od susjedne lagune Patos u južnom Brazilu. Dio je kanala São Gonçalo, u kojem se mjesno stanovništvo bavi ribarstvom na malim brodicama i gdje se odvija dio pomorskog prometa. Iako nema izravnu vezu s Atlantikom, s njim se povezuje preko kanala Rio Grande, koji u dužini od 39 kilometara spaja lagunu Patos i Atlantik.
Na nekim mjestima u Brazilu i Urugvaju stvara i jezera, od kojih najveće ima površinu 2970 km² i dubinu od 10 metara.

## Vanjske poveznice
|  | Zajednički poslužitelj ima još gradiva o temi Laguna Mirim |

- (engl.) iOverlander: Mirim Lagoon - Wild Camping